# 2018년 제2차 남북정상회담

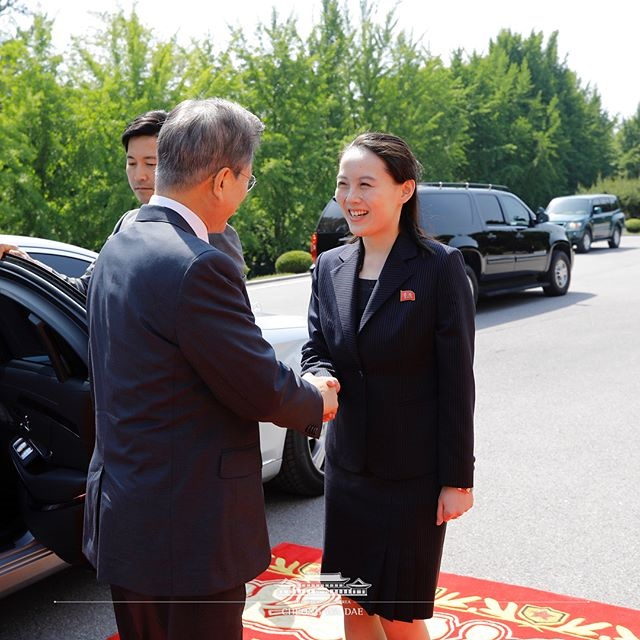
문재인 대통령이 북측 지역 판문각에 도착하자, 김정은의 여동생인 김여정이 반갑게 맞이 하고 있다.

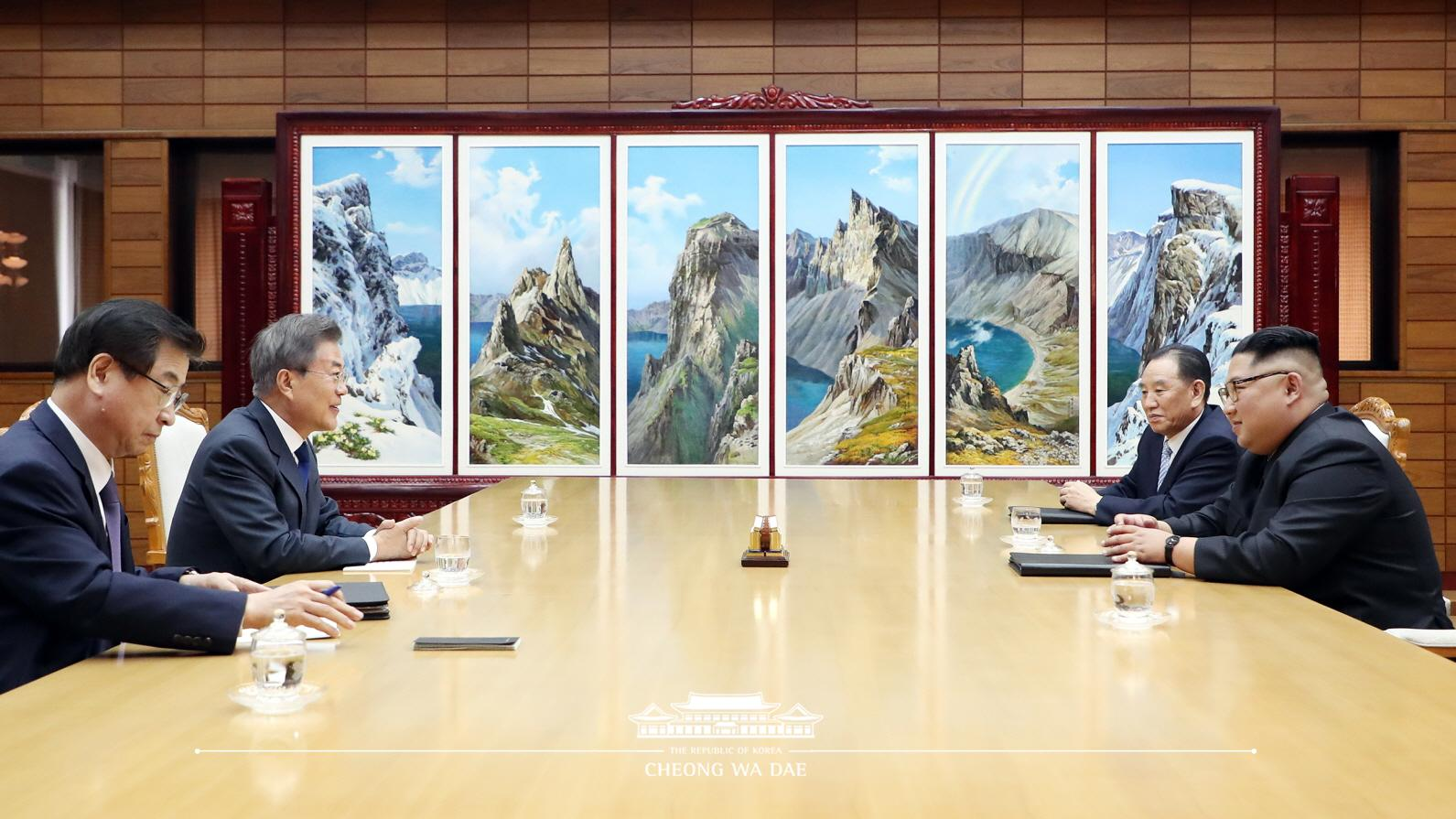
문재인 대통령이 서훈 국정원장과 함께 북한 국무위원장 김정은 및 김영철과 회담을 하고 있다.

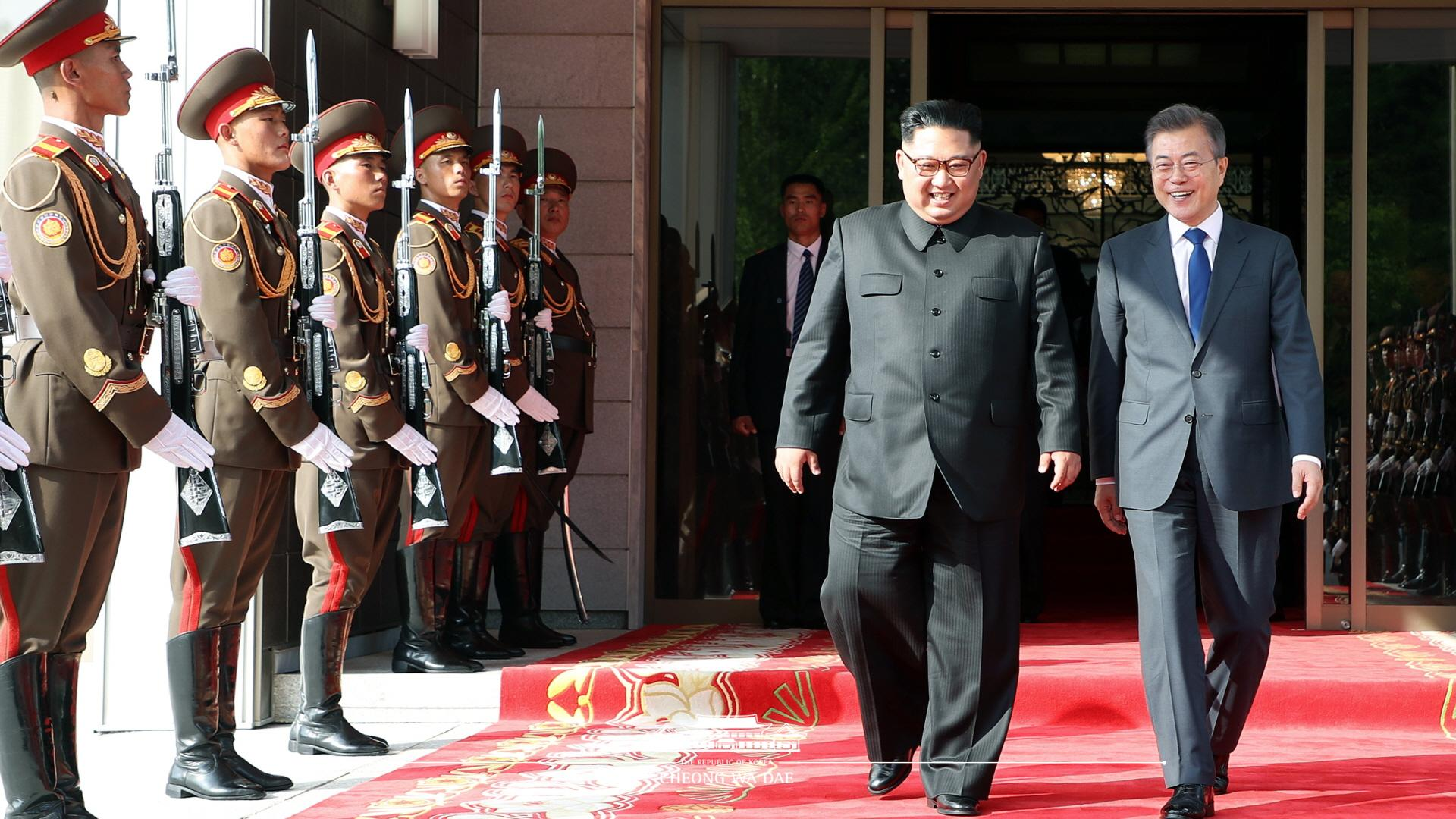
문재인 대통령은 김정은 국무위원장과의 2018년 두번째로 열린 토요일의 정상회담이후 한반도 비핵화 및 평화와 번영의 한반도를 위한 공동 노력에 대한 정상 회담을 논의한 이후에 통일각을 같이 걸어 나오고 있다.

2018년 제2차 남북정상회담(문화어: 2018년 북남수뇌상봉)은 대한민국과 조선민주주의인민공화국 간의 네 번째 정상회담이다.

## 내용
2018년 5월 26일 판문점 공동경비구역 북측 구역 내에 있는 통일각에서 비밀리에 즉석으로 열렸으며, 대한민국 대통령 문재인과 조선민주주의인민공화국 국무위원장 김정은, 그리고 대한민국 서훈 국가정보원장, 송인배 대통령비서실 제1부속비서관과 조선민주주의인민공화국 김영철 조선로동당 중앙위원회 부위원장 겸 통일전선부장, 김여정 조선로동당 중앙위원회 선전선동부 제1부부장만 회담에 참석하였다.

## 배경 개최

### 회담 제의와 성사
본 정상회담은 회담이 성사되기까지, 제안 이후에 12시간 만에 전격적으로 이루어진 회담이라고 알려졌다.
2018년 5월 28일 백태현 통일부 대변인은 정례브리핑에서 “이번 남북정상회담은 필요에 따라 신속하게 격식 없이 진행된 것”이라며 “따라서 공식수행원은 없었다”고 말했다.
2018년 5월 27일 제2차 남북정상회담 결과 발표에서 문재인 대통령은 지난 회담에서 두 정상은 필요하다면 언제 어디서든 격식 없이 만나 서로 머리를 맞대고 민족의 중대사를 논의하자고 약속한 바 있으며 김 위원장은 그제 오후, 일체의 형식 없이 만나고 싶다는 뜻을 전해왔고, 흔쾌히 수락하였음을 밝혔다.

### 발표

#### 대한민국[5]
2018년 5월 26일 윤영찬 청와대 국민소통수석이 서면브리핑을 통해 제2차 남북정상회담이 이뤄졌음을 밝혔다.
윤 수석은 “양 정상이  4·27 판문점 선언의 이행과 북미 정상회담의 성공적 개최를 위해 허심탄회하게 의견을 교환했다”고 설명했다.
그러면서 “양측 합의에 따라 회담 결과는 내일 오전 10시 문 대통령께서 직접 발표할 예정”이라고 덧붙였다.

#### 미국[6]
청와대는 지난 26일 제2차 남북정상회담 당일 오전에 미국에 회담이 예정됐다는 사실을 통보했다고 28일 밝혔다.
청와대 핵심관계자는 이날 오전 출입기자들에게 보낸 메시지를 통해 “5.26 남북정상회담은 사전에 즉 토요일 오전에 미국 쪽에 통보했다”고 말했다.
한국 정부가 미국측에 남북정상회담 사전 통보 시점을 공개한 것은 이번이 처음이다.

## 진행

### 두 번째 만남
2018년 5월 26일 오후 3시부터 5시까지 약 두 시간가량, 문재인 대통령과 북한 김정은 국무위원장이 북측 통일각에서 전격적으로 만나 제2차 남북정상회담을 가졌다.
문재인 대통령은 비공식 행사에 주로 활용하던 차량을 타고 통일각 정문 앞에 도착했으며, 미리 기다리던 김정은 위원장의 여동생 김여정 노동당 중앙위원회 제1부부장의 영접을 받았다. 문 대통령은 김 위원장의 안내를 받아 방명록에 서명하고 회의장으로 자리를 옮겼다.

#### 모두 발언
김 위원장은 모두발언에서 “지난 4·27 선언으로 많은 분들이 기대를 가지고 있고 또 국제사회에서도 환영의 박수를 받았는데 우리가 여기서 결착상태를 넘어가지 못하면 안 된다”며
“(이번 남북회담을) 그때 약속을 이행하기 위한 구체적 행동으로 이해하시면 좋겠다”고 갑작스런 회담에 대한 문 대통령의 양해를 구했다.
이에 문 대통령은 “가을에 평양을 방문해서 제대로 대접을 받는 것도 큰 의미가 있지만, 남북이, 두 정상이 이렇게 쉽게 판문점에서 만났다는 것도 남북 간에 새로운 시대가 열린다고 생각한다”고 답했다.
또한 “판문점선언 이후 우리 국민들도 그렇고 세계인들도 남북관계에 새로운 시대가 열린다는 기대가 한껏 높아지지 않았나. 북미회담까지 예정돼 있기 때문에 그것을 통해 핵 문제도 풀고 항구적 평화체제가 구축될 것이라는 기대가 아주 높다”고 말했다.

#### 회담 후 발언
회담을 마치고 김 위원장은 한층 더 밝아진 얼굴로 “누구보다 가을에 평양에 오길 기대하고 있고, 정말 노력할 것”이라며 “중요한 시기에 중요한 문제에 우리가 허심탄회하게 대화를 나눴다. 보다 많은 사람들의 기대에 부응하고 우리가 각자 책임과 본분을 다해 준비하고 해야 될 것 같다”고 말했다.
문 대통령은 “지난번 4·27회담 이후 남북 간 대화에서도 약간의 어려운 과정이 있었다”며 “중요한 (북미) 정상회담을 앞두고 함께 협력해나간다는 의지를 다시 한 번 보여준다는 차원에서 이번 회담이 아주 뜻 깊었다”고 평가했다. 또 “앞으로 협력해 나가면서 함께 남북 평화와 번영을 이뤄나가길 바란다”며 “그러기 위해서라도 이번 북미 정상회담이 반드시 성공하기를 기원하겠다”고 했다.

#### 환송식
회담일정을 마친 문 대통령과 김 위원장은 통일각 밖으로 이동했다. 김 위원장은 문 대통령의 차량 앞까지 문 대통령을 에스코트했고, 문 대통령과 3차례 포옹과 악수를 하며 이별을 아쉬워했다. 김 위원장은 문 대통령에게 프랑스 비쥬식 포옹을 3차례 하며 친밀함을 드러냈고 문 대통령은 미소로 화답했다. 또한 근처에서 두 정상의 모습을 지켜보던 김여정 부부장을 별도로 불러 악수를 나눈 뒤 차량에 탑승해 귀환길에 올랐다

## 결과

### 제2차 남북정상회담 결과 발표문 주요내용[11]
문재인 대통령은 27일 오전 10시 청와대에서 제2차 남북정상회담 결과를 직접 브리핑했다.

##### 북미정상회담 관련
"우리 두 정상은 6.12 북미정상회담이 성공적으로 이뤄져야 하며,
한반도의 비핵화와 항구적인 평화체제를 위한 우리의 여정은 결코 중단될 수 없다는 점을 확인하고, 이를 위해 긴밀히 상호협력하기로 하였습니다."

##### 4.27 판문점 선언 조속한 이행 재확인
이를 위해 남북 고위급 회담을 오는 6월 1일 개최하고,
군사적 긴장완화를 위한 군사당국자 회담과 이산가족 상봉을 위한 적십자 회담을 연이어 갖기로 합의하였습니다."

##### 필요에 따라 신속하고 격식 없이 개최된 것에 큰 의미가 있다고 평가
"앞으로도 필요한 경우 언제든지 서로 통신하거나 만나, 격의없이 소통하기로 하였습니다. "

## 반응

### 대한민국
더불어민주당은 백혜련 대변인의 서면 브리핑을 통해 문 대통령과 김 위원장 간의 제2차 정상회담에 대해 "한반도 평화를 향한 의지와 신뢰를 재확인했다"고 평가하며 문 대통령의 중재외교 성과를 부각했다. 민주당 핵심관계자는 "문 대통령이 한반도 운전자론에 입각해 북미정상회담을 위한 중재를 절제 있게 진행하고 있다"면서 "이 과정에서 한미 간 동맹관계도 빈틈이 없다는 점이 재확인됐다"고 말했고, 민주평화당과 정의당도 각각 "통일각 회담은 북미정상회담의 튼튼한 징검다리가 됐다", "한국 정부가 더 적극적인 역할로 문제를 풀어내고 있다"고 평가했다.
한편, 바른미래당 핵심관계자는 "문 대통령이 중재자 역할을 잘 수행하고 있다고 본다"면서도 "문제는 김 위원장의 진정성이 정말 담보돼 있느냐는 것"이라고 지적했다. 자유한국당 정태옥 대변인은 26일 제2차 긴급 남북정상회담에 대한 구두논평에서 "당초 6.12 예정되어 있던 북미정상회담 개최여부가 불투명해지는 등 급변하는 한반도의 정세에 비춰볼때 남북정상이 허심탄회하게 논의하는 기회를 가질 필요성은 인정한다"고 했다. 그러나 "정상회담의 절차나 투명성, 동맹국간의 관계에서 문제점을 지적하지 않을 수가 없다"고 지적했다.

### 조선민주주의인민공화국
북한 관영 조선중앙통신은 27일 '역사적인 제4차 북남수뇌상봉 진행, 경애하는 최고영도자 김정은 동지께서 문재인 대통령과 또다시 상봉하시고 회담을 하시었다'는 제목의 1900자 분량 기사를 내보냈다. 통신은 "북남 수뇌분들께서는 조선반도의 비핵화를 실현하기 위해 공동으로 노력해나갈 데 대한 입장을 표명하시며 앞으로 수시로 만나 대화를 적극화하며 지혜와 힘을 합쳐나갈 데 대하여 견해를 같이했다"면서 "이번 상봉은 북남관계 발전에서 새로운 장을 열어놓는 또 하나의 역사적 계기"라고 평가했다.
조선중앙TV도 같은 내용을 방송했다. 문 대통령과 김 위원장이 판문각 북측 통일각에서 만나 회담을 나누는 영상 위에 조선중앙통신 기사 내용을 내레이션으로 덧붙였다.

### 미국[15]
백악관은 26일(현지시간) 문재인 대통령과 김정은 북한 국무위원장이 판문점에서 가진 2차 남북정상회담에 대해 "회담이 아주 잘 진행됐다"고 평가했다.
도널드 트럼프 대통령도 이날 밤 백악관에서 베네수엘라에서 억류됐다가 풀려난 자국민 환영회를 마친 후 기자들이 남북정상회담 평가를 주문하자 "회담이 아주 잘 진행됐다"고 말했다고 미국 언론이 보도했다.

### 중국[16]
중국 외교부는 2차 남북 정상회담에 대한 환영과 지지를 표명하고 북미 지도자의 만남이 한반도 문제 해결의 관건이라며 북미 정상회담 개최를 적극 지지한다고 밝혔다. 루캉 대변인은 "관련국들의 상호 교류와 최근의 진전 상황을 주목하고 있다며 관련국들의 선의와 한반도 비핵화 추진에 보인 태도를 높이 평가한다고 밝혔다. 루 대변인은 남과 북이 두 차례 정상회담에서 나온 공동인식을 잘 구현하고 화해와 협력을 지속적으로 추진하길 바란다면서 환영과 지지의 뜻을 나타냈다. 루 대변인은 또 북미 지도자의 직접 접촉과 대화가 한반도 문제 해결에 관건이라면서 중국은 북미 정상회담 개최를 굳건히 지지하며 이번 회담이 성공해 한반도에 평화를 가져오길 기대한다고 말했다. 그러면서 중국이 한반도 문제에서 적극적이고 건설적인 역할을 할 것이라며 '중국 역할론'을 거듭 제기했다.
중국 관영 CCTV는 뉴스 중간에 청와대 현장을 연결해 문 대통령의 발표 모습을 중반부터 생방송으로 전했다. CCTV는 또 아침 뉴스부터 평양 특파원과 서울 특파원을 수시로 연결해 2차 남북 정상회담 소식을 상세히 보도했다. 관영 신화통신은 긴급 뉴스를 통해 문 대통령이 기자회견에서 "김정은 위원장이 다음 달 12일 북미 정상회담이 성공적으로 열리길 희망한다"고 밝혔다고 전했다.

### 일본[17]
NHK는 청와대 춘추관을 생방송으로 연결해 문 대통령의 발표 내용을 동시통역으로 생중계했다. NHK는 "싱가포르에서 예정됐던 북미정상회담에 대해 북미가 다시 개최를 위해 조율이 진행되고 있어서 밀당이 계속될 것으로 보인다"고 전망했다.
아사히신문은 "한반도 평화를 원하는 한국과 북미대화 중단에 대한 북한의 위기감이 일치해 이례적으로 다시 회담이 열렸다"고 지적했다.
니혼게이자이신문도 "트럼프 대통령에 의한 북미정상회담 중단 발표가 김 위원장을 움직였다"며 한 달 만에 남북정상회담이 다시 열린 배경을 진단했다. 이어 "미국이 지향하는 '북한의 완전한 비핵화'와 북한이 주장하는 '한반도의 완전한 비핵화'에는 격차가 있다"며 "트럼프 대통령이 요구하는 '완전하고 검증가능하며 불가역적인 비핵화(CVID)'를 북한이 수용할 수 있을지가 초점"이라고 전망했다.

### 영국[18]
영국 일간지 가디언도 제2차 남북정상회담에 대해 “문 대통령이 김 위원장의 비핵화 의지를 확인했다고 했지만, 비핵화 방식이나 국제 전문가의 핵시설 사찰 허용 등과 같은 구체적 질문에는 답변하지 않았다”고 지적했다.

## 같이 보기
- 남북정상회담
- 2000년 남북정상회담
- 2007년 남북정상회담
- 2017~2018년 조선민주주의인민공화국 위기
- 2018년 제1차 남북정상회담
- 2018년 제3차 남북정상회담
- 2018년 북미정상회담
- 조선민주주의인민공화국의 비핵화
- 판문점 선언
- 남북공동연락사무소 사무처